# Renault RS17
A Renault RS17 egy Formula–1-es versenyautó, melyet a Renault Sport F1 tervezett és versenyeztetett a 2017-es Formula–1 világbajnokság során. Pilótái Nico Hülkenberg és Jolyon Palmer voltak, utóbbit a szezon közben lecserélték Carlos Sainz Jr.-ra. A tesztpilóta Szergej Szirotkin volt.

## Áttekintés
Ez volt a Renault első igazi éve a visszatérésük óta. 2017. február 21-én mutatták be az új autót és jelentették be egyben, hogy Alain Prost lett a csapat főtanácsadója. Az új szabályoknak megfelelő autó szélesebb kasztnit, első és hátsó szárnyakat, valamint a "cápauszonynak" is nevezett meghosszabbított motorborítást kapta meg. Utóbbin a versenyzők hárombetűs jelölése is szerepelt, miután szintén az új szabályok szerint a rajtszámnak nagyobbnak kellett lennie, a versenyző beazonosíthatóságát pedig más módon is segítenie kellett a csapatnak. A Total helyett immár a BP szállította az üzemanyagot.
Ez az év már lényegesen jobban sikerült, mint az előző, az autó képes volt a rendszeres pontszerzésre. Az idény első felében ez jobbára Hülkenberg révén történt, ugyanis Palmer képtelennek mutatkozott pontszerző helyen behozni az autót, és sokszor ki is esett. A brit nagydíjon el sem tudott indulni, mert már a felvezető körben ki kellett állnia hidraulikai problémák miatt. Palmer egyedül a kaotikus szingapúri futamon szerzett pontot, és nem is sokára meg is váltak tőle: a szezon utolsó négy versenyén már Carlos Sainz állt rajthoz. Sainz azonnal egy hetedik hellyel nyitott, és ennél jobb eredményt nem is ért el. Összességében 57 ponttal a konstruktőri hatodik helyet érték el.

## Eredmények
| Év   | Csapat                         | Motor           | Gumik | Pilóták          | Futamok | Futamok | Futamok | Futamok | Futamok | Futamok | Futamok | Futamok | Futamok | Futamok | Futamok | Futamok | Futamok | Futamok | Futamok | Futamok | Futamok | Futamok | Futamok | Futamok | Pontok | Helyezés |
| Év   | Csapat                         | Motor           | Gumik | Pilóták          | AUS     | CHN     | BHR     | RUS     | ESP     | MON     | CAN     | AZE     | AUT     | GBR     | HUN     | BEL     | ITA     | SIN     | MAL     | JPN     | USA     | MEX     | BRA     | ABU     | Pontok | Helyezés |
| ---- | ------------------------------ | --------------- | ----- | ---------------- | ------- | ------- | ------- | ------- | ------- | ------- | ------- | ------- | ------- | ------- | ------- | ------- | ------- | ------- | ------- | ------- | ------- | ------- | ------- | ------- | ------ | -------- |
| 2017 | Renault Sport Formula One Team | Renault R.E. 17 | P     |                  |         |         |         |         |         |         |         |         |         |         |         |         |         |         |         |         |         |         |         |         |        |          |
| 2017 | Renault Sport Formula One Team | Renault R.E. 17 | P     | Nico Hülkenberg  | 11      | 12      | 9       | 8       | 6       | KI      | 8       | KI      | 13      | 6       | 17†     | 6       | 13      | KI      | 16      | KI      | KI      | KI      | 10      | 6       | 57     | 6.       |
| 2017 | Renault Sport Formula One Team | Renault R.E. 17 | P     | Jolyon Palmer    | KI      | 13      | 13      | KI      | 15      | 11      | 11      | KI      | 11      | NI      | 12      | 13      | KI      | 6       | 15      | 12      |         |         |         |         | 57     | 6.       |
| 2017 | Renault Sport Formula One Team | Renault R.E. 17 | P     | Carlos Sainz Jr. |         |         |         |         |         |         |         |         |         |         |         |         |         |         |         |         | 7       | KI      | 11      | KI      | 57     | 6.       |

- † – Nem fejezte be a futamot, de rangsorolva lett, mert teljesítette a versenytáv 90%-át.

Félkövérrel jelölve a leggyorsabb kör

## Fordítás
- Ez a szócikk részben vagy egészben  a   Renault R.S.17 című angol Wikipédia-szócikk ezen változatának fordításán alapul.  Az eredeti cikk szerkesztőit annak laptörténete sorolja fel. Ez a jelzés csupán a megfogalmazás eredetét és a szerzői jogokat jelzi, nem szolgál a cikkben szereplő információk forrásmegjelöléseként.